# Hafiz al-Assad

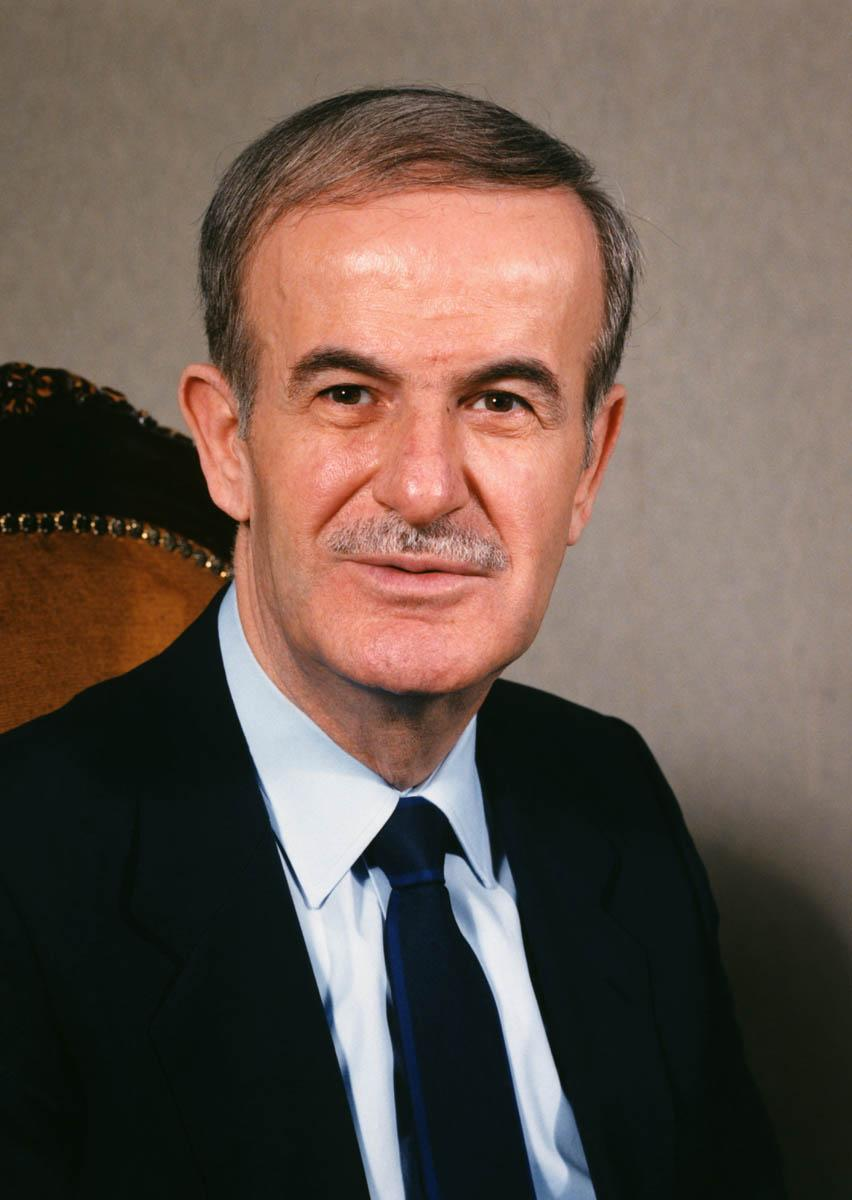
Hafiz al-Assad ca. 1987

Hafiz al-Assad (arabisch حافظ الأسد, DMG Ḥāfiẓ al-Asad; * 6. Oktober 1930 in Qardaha; † 10. Juni 2000 in Damaskus) war ein syrischer Politiker, der das Land als Generalsekretär der Baath-Partei, Ministerpräsident (1970–1971) und Staatspräsident (1971–2000) von 1970 bis 2000 diktatorisch regierte. Sein linker Nationalismus orientierte sich zumeist an der Sowjetunion. Nach seinem Tod im Jahr 2000 wurde sein Sohn Baschar al-Assad der neue Präsident in Syrien.

## Ausbildung und Familie
Assad gehörte der Religionsgemeinschaft der Alawiten an. Als erstes Mitglied seiner Familie erwarb er eine höhere Schulbildung. Da die Familie nicht genug Geld für die Universität aufbringen konnte, besuchte er 1951 die Militärakademie. Dort wurde er – teilweise in der Sowjetunion – zum Piloten ausgebildet und konnte sich zum Luftwaffengeneral hocharbeiten.
Assad entstammte einer angesehenen Grundbesitzerfamilie aus dem Dorf Qardaha im alawitischen Kernsiedlungsgebiet um den Dschebel Ansariye. Sein Vater Ali Sulaiman al-Assad (1875–1963) war einer von sechs Notabeln, die 1933 während der französischen Mandatszeit in einer Stellungnahme an den französischen Ministerpräsidenten Léon Blum die Beibehaltung des autonomen Alawitenstaates neben einem späteren unabhängigen Syrien forderten.

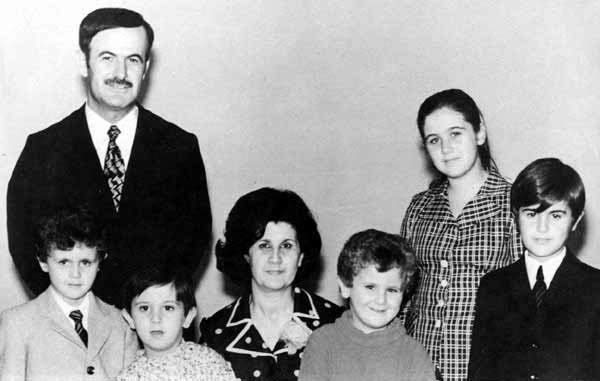
Hafiz al-Assad mit Familie in den frühen 1970ern; von links: Baschar, Mahir, Anisa Machluf, Majed, Buschra, Basil

Assad war verheiratet mit Anisa Machluf (1930–2016) und hatte mit ihr sechs Kinder, von denen die erste Tochter (Buschra, geboren vor 1960) allerdings im Säuglingsalter verstarb. Auch die zweite Tochter wurde Buschra genannt, sie heiratete später Asif Schaukat, den früheren Chef des syrischen Militärgeheimdienstes. Basil al-Assad (1962–1994), der erste Sohn, starb 1994 bei einem Verkehrsunfall. Ihm folgte der spätere Präsident Syriens, Baschar al-Assad (* 1965). Majed al-Assad (* wahrscheinlich 1966), der dritte Sohn, starb 2009 nach längerer Krankheit. Der jüngste Sohn Mahir al-Assad (* 1967) war unter seinem Bruder Baschar Kommandeur der Republikanischen Garde in Damaskus.

## Politik

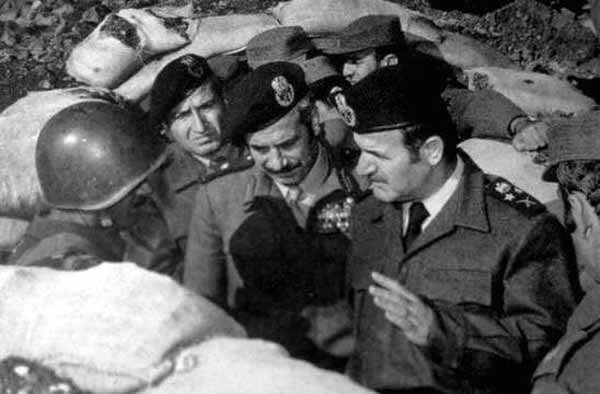
Hafiz al-Assad (rechts) mit Soldaten an der Golan-Front im Oktober 1973

### Parteikarriere
Assad trat 1947 als Jugendlicher der panarabistisch-sozialistischen Baath-Partei bei. Während der Zeit der Vereinigten Arabischen Republik wurde Assad nach Ägypten versetzt. Vor dem Hintergrund des sich verschärfenden Konfliktes zwischen der Baath-Partei und Gamal Abdel Nasser im Jahr 1959 gründete er zusammen mit anderen in Ägypten stationierten Baath-Offizieren eine geheime Organisation, die später als das Militärkomitee der Baath-Partei bekannt wurde. Sie informierten nicht einmal die Führung der Partei über ihre Organisation. Ihre Anführer waren drei alawitische Offiziere – neben Assad Salah Dschadid und Muhammad Umran – und ein Druse, Hamad Ubayd. Diese Organisation sollte den Moment abwarten, in dem der Konflikt mit Nasser bereinigt werden könnte, und hatte das Ziel, Syrien auf einem panarabisch-sozialistischen Kurs zu halten.
1961, nach dem erfolgreichen Putsch in Syrien gegen die ägyptisch-syrische Union, wurde Assad zunächst von den ägyptischen Behörden inhaftiert. Da sich der Verdacht einer Beteiligung am Putsch nicht erhärtete, wurde er nach vierundvierzig Tagen freigelassen und durfte nach Syrien zurückkehren. Der neue syrische Staatspräsident Nazim al-Qudsi versuchte, die pro-unionistischen Offiziere, darunter auch Assad, aus dem Militär zu entfernen, da er einen gewaltsamen Umsturz fürchtete. Assad spielte bei der Machtübernahme der Baathpartei 1963 eine führende Rolle. Als Luftwaffenoffizier brachte er die Dumayr-Luftwaffenbasis bei Damaskus für die Partei unter Kontrolle, auf der die gesamte Luftwaffe des Landes stationiert war. Assad wurde nach der Machtübernahme vom Hauptmann zum Generalleutnant ernannt, in den Revolutionären Kommandorat des baathistischen Staates erhoben und de facto Luftwaffenkommandeur.

### Aufstieg zum Staatspräsidenten
Innerhalb der Baathpartei bildete sich nach der Machtübernahme ein Gegensatz zwischen dem politischen und dem militärischen Flügel der Partei. Die Parteigründer und Zivilisten Michel Aflaq und Salah ad-Din al-Bitar wollten den Primat der zivilen Politiker über die Offiziere durchsetzen und den Staat demilitarisieren. Der militärische Flügel formierte sich um Salah Dschadid und Assad und forderte einen vom Militär durchgesetzten Sozialismus sowie eine streng panarabistische Außenpolitik. Der Militärflügel putschte 1966, und unter Assads und Dschadids Führung wurde der Präsident Amin al-Hafiz abgesetzt. Die beiden Parteigründer wurden des Landes verwiesen. Assad wurde nach dem Umsturz Verteidigungsminister. Dschadid übernahm als Generalsekretär den zentralen Posten innerhalb der syrischen Baathpartei. Präsident wurde der Baathist Nureddin al-Atassi. Die eigentliche Macht konzentrierte sich jedoch weiterhin in den Händen der Militärs.
Innerhalb der Partei kam es jedoch nun zu einer Konkurrenz zwischen Assad und Dschadid. Diese wurde durch gegenseitige Schuldzuweisungen nach dem verlorenen Sechstagekrieg 1967 intensiver. Assad konnte, da er im Militär verblieben war, zahlreiche Offiziersstellen mit ihm loyalen Personen besetzen und die Anhänger seines Konkurrenten aus dem Apparat verdrängen. Unter anderem wurde sein Weggefährte Mustafa Tlas Generalstabschef. Ebenso konnte Assad die Chefredakteure der beiden staatlichen Presseorgane Al Thawra („Die Revolution“) und Al-Baath durch seine Leute ersetzen.
Als im September 1970 die jordanische Armee Angriffe auf PLO-Lager durchführen ließ (siehe Schwarzer September), ließ Dschadid rund 16.000 syrische Soldaten in Jordanien einmarschieren. Assad setzte sich mit einem Veto gegen eine weitere militärische Intervention ein und verweigerte den Einsatz der syrischen Luftstreitkräfte. Die syrischen Truppen erlitten durch die Luftüberlegenheit der Jordanier schwere Verluste und zogen sich aus der Kriegszone zurück, nachdem Israel an den Grenzen zu beiden Ländern Truppen bereitgestellt hatte und seinerseits mit einer Intervention drohte. Dschadid und seine Anhänger wurden durch diese Niederlage militärisch und politisch gedemütigt, was Assad die wenige Wochen später erfolgende Machtergreifung erleichterte.
Am 13. November 1970 verhafteten Armeeeinheiten Dschadid, Atassi und Yusuf Zuayyin sowie mehrere andere und besetzten die Kommunikationszentren, ohne auf nennenswerten Widerstand zu stoßen. Am 16. November gab das Regionalkommando der Baath-Partei eine Erklärung heraus, in der es hieß, der eingetretene Wandel sei ein Machttransfer innerhalb der Partei und zeige, dass die fortschrittliche Parteibasis stärker sei als die fehlgeleiteten Kräfte diktatorischer Herrscher. Am 19. November verkündete das Regionalkommando die Ernennung von Ahmed al-Chatib, einem angesehenen, aber bis dahin wenig bekannten Politiker, zum amtierenden Staatschef und von Generalleutnant Assad zum Premierminister und Verteidigungsminister. Assad bildete daraufhin ein 26-köpfiges Kabinett, das etwa zur Hälfte aus Assad-Baathisten bestand und sich zum Rest aus Sozialisten, Nasseristen, Unabhängigen und Kommunisten zusammensetzte. Dieses Kabinett trat am 23. November 1970 zum ersten Mal zusammen. In einem Presseinterview behauptete Assad, der Regierungswechsel sei weder ein Putsch noch das Ergebnis eines politischen Konflikts entlang der militärisch-zivilen Spaltung gewesen, sondern eine natürliche Entwicklung in der revolutionären Bewegung der Partei. Damit erlangte der 40-jährige Assad die volle Kontrolle über die Partei, den Staat und das Militär. Im baathistischen Syrien wurde dieser Umsturz als Korrekturbewegung bezeichnet. Am 12. März 1971 wurde Assad per Plebiszit zum Staatspräsidenten gewählt.

## Diktator von Syrien
Assad stützte seine Macht auf das Militär und den Geheimdienst der Luftwaffe. Er versuchte, das Land zu reformieren, und verstärkte dessen Militärmacht. Dadurch geriet Syrien jedoch in Gegnerschaft zu den meisten Staaten der Region und wurde international isoliert. Allerdings bescherte Assads Politik Syrien zum ersten Mal seit der Unabhängigkeit eine beachtliche politische Stabilität. Unter Assads Regierung kam der Libanon 1976 unter syrische Herrschaft. Der Islamismus und die Muslimbrüder wurden unterdrückt, 1982 wurde ihr Aufstand beim Massaker von Hama blutig niedergeschlagen. An diesem Massaker war auch Assads Bruder maßgeblich beteiligt, Rifaat al-Assad (* 1937), der lange Syriens „Nr. 2“ war. 1983 putschten Rifaats Miliz (die Verteidigungsbrigaden) und Teile der Armee. Den folgenden Bürgerkrieg gewann der inzwischen herzkranke „Löwe von Damaskus“; sein Bruder musste ins Exil gehen.
Assad sah am Beginn seiner Herrschaft eine militärische Revanche gegen Israel als Hauptziel seiner Politik. Während des Jom-Kippur-Kriegs 1973 konnte Syrien keines seiner militärischen Ziele durchsetzen und wurde von seinem ägyptischen Bündnispartner hintergangen. Der Konflikt führte jedoch zu einer Aufwertung Assads sowohl außerhalb als auch innerhalb des Landes. Durch die Stellung als Frontstaat gegen Israel, der im Gegensatz zu Ägypten zu keiner Annäherung bereit war, erhielt Syrien Hilfszahlungen der ölreichen Staaten am Persischen Golf. Diese umfassten in manchen Jahren mehr als die Hälfte des Staatsbudgets. Das baathistische Regime Assads verwendete die finanziellen Transferleistungen nicht nur für die Militarisierung der Gesellschaft, sondern auch für den Ausbau des Gesundheits- und Bildungswesens und die Diversifizierung der Wirtschaft. Dabei gewährte Assad der Privatwirtschaft mehr Freiräume als seine Vorgänger und wertete deren Rolle insgesamt gegenüber der staatlichen Wirtschaft auf, teilweise machte er vorherige Landreformen rückgängig, was die traditionellen Großgrundbesitzer stärkte. Durch die ökonomische Liberalisierung kam es zur Herausbildung eines städtischen Bürgertums, das eng mit den staatlichen Organen verwoben war und wirtschaftlich oft von Privilegien durch Beziehungen zur Staatspartei profitierte.

Bronzefarbene Büste vor dem Büro einer Busgesellschaft in Raqqa. Die Zeichnung an der Wand zeigt ebenfalls Assad.

Infolge eines ausgeprägten Personenkultes wurden auf zentralen öffentlichen Plätzen der größeren Städte Bronzestandbilder des Präsidenten aufgestellt; Plakate mit seinem Porträt an den Hausfassaden und in jedem öffentlichen und privaten Umfeld waren allgegenwärtig. Die Plakate wurden nach 2000 durch solche ersetzt, die Abbildungen seines Sohnes zeigten.
Dieser Personenkult glorifizierte Assad als Vorkämpfer der von ihm als Ziele der arabischen Völker vorgegebenen Ideologien Sozialismus und Nationalismus. Dabei diente der Nahostkonflikt mit Israel als Rechtfertigung der diktatorischen Herrschaft des Präsidenten. Die Propaganda in den Massenmedien und der staatlichen Geschichtsschreibung versuchte, Assad zu Lebzeiten als mythische historische Figur analog zu Saladin zu stilisieren.
Die Gewerkschaftsvertretungen und Berufsverbände wurden massiv ausgebaut und dienten dem Einparteienstaat als Mittel der Überwachung der Bevölkerung. Ebenso expandierten unter Assad die Geheimdienste des Regimes personell, organisatorisch und institutionell. Als Resultat des Ausbaus des Sicherheitsapparats gab es mehr als zwanzig unterschiedliche nachrichtendienstliche Organisationen, die sich oft auch gegenseitig kontrollierten. Neben den regulären syrischen Streitkräften baute Assad eine parallele Sicherheitsarchitektur mit Elitetruppen auf, die nicht unter Kontrolle staatlicher Institutionen stand, sondern durch politische Loyalisten und Angehörige der Alawiten mit familiären Verbindungen zum Assad-Klan geführt wurden.

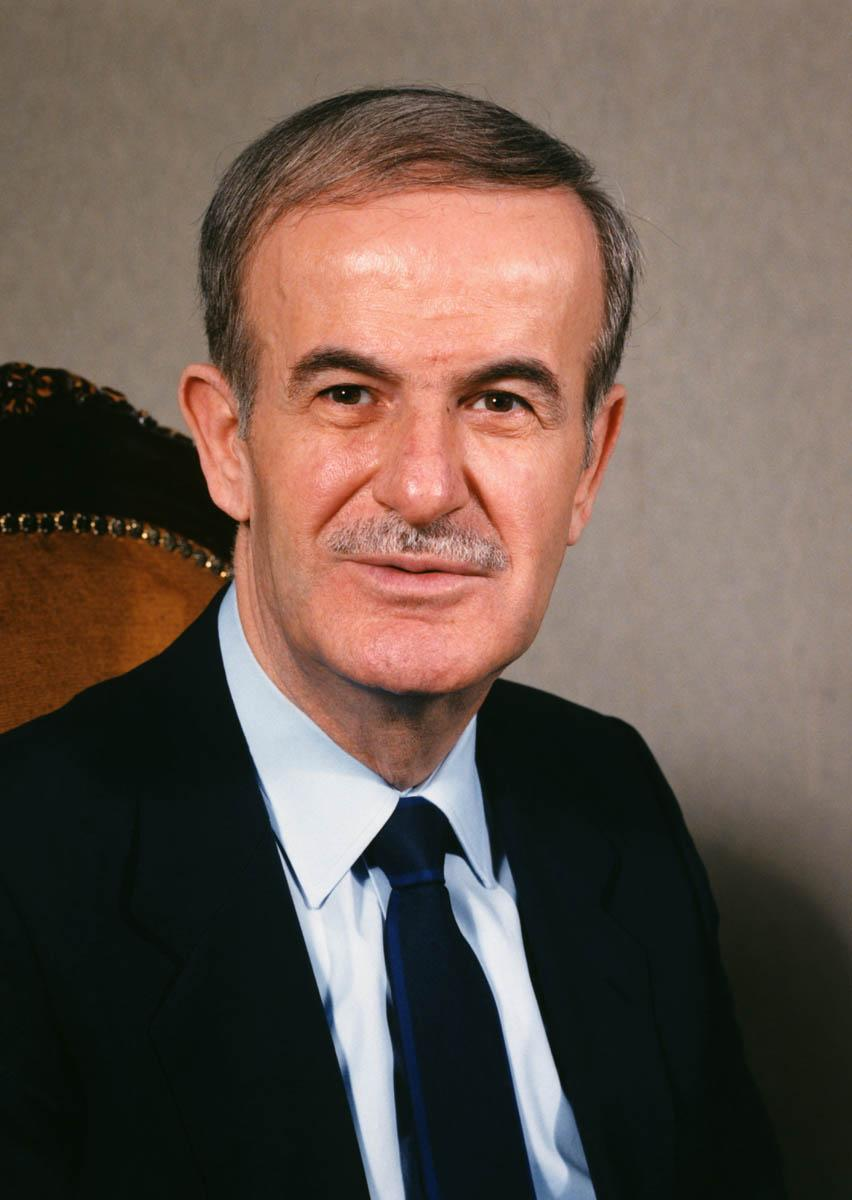
Hafiz al-Assad (1987)

Im Ersten Golfkrieg zwischen dem Irak und dem Iran von 1980 bis 1988 unterstützte Assad den Iran, im Zweiten Golfkrieg von 1990 bis 1991 beteiligte er sich an der anti-irakischen Koalition. In den 1990ern näherte er sich dem Westen und den konservativen Regimen Arabiens an. Friedensgespräche mit Israel scheiterten jedoch.
Die Menschenrechtsorganisation Human Rights Watch beschuldigte Assad, dass unter seiner Herrschaft Tausende Syrer staatlichen Morden zum Opfer gefallen seien.

### Attentat und Opposition
Nachdem Syrien unter Assad ab Beginn der 1980er Jahre immer mehr zu einer Diktatur wurde, gewann eine Oppositionsgruppe eine besondere Bedeutung: der Ableger der sunnitischen Muslimbruderschaft aus Ägypten. Die Assad-Familie gehört im Gegensatz zur Opposition zur schiitisch-islamischen Minderheit der Alawiten. Die Muslimbruderschaft verübte 1980 Anschläge und ein Attentat auf Hafiz al-Assad. Dieser überstand den Angriff leicht verletzt.
1982 kam es in der mittelsyrischen Stadt Hama zu einem Aufstand der Bevölkerung gegen das Regime. Assad reagierte mit äußerster Härte und ließ die historische Altstadt von Hama bombardieren; zehntausende Menschen starben im Massaker von Hama.

## Tod, Beisetzung und Nachfolge
Am 10. Juni 2000 starb Hafiz al-Assad an einem Herzinfarkt, während er mit dem libanesischen Ministerpräsidenten Selim al-Hoss telefonierte.
Einen Monat nach Assads Tod wurde sein von ihm als Nachfolger vorgeschlagener zweiter Sohn Baschar al-Assad mit 34 Jahren sein Nachfolger. Eigens dafür wurde die Verfassung geändert und das Mindestalter für den Präsidenten von 40 auf 34 Jahre (das damalige Alter von Baschar) herabgesetzt. Assads ältester Sohn Basil al-Assad, der als Nachfolger vorgesehen war, war 1994 bei einem Autounfall ums Leben gekommen.
Hafiz al-Assad wurde in einem Mausoleum in seiner Heimatstadt Qardaha beigesetzt. Nach dem Sturz Baschar al-Assads im Dezember 2024 wurde das Mausoleum durch islamistische Rebellen verwüstet und durch Brandstiftung teilweise zerstört. Auf Videoaufnahmen war ein brennender Sarg zu sehen. Dabei war zunächst unklar, ob es sich um den Sarg von Hafiz al-Assad handelt, da in dem Mausoleum auch andere Familienmitglieder beigesetzt sind.

## Wahrnehmung bei Syrischen Muslimbrüdern
Die Syrische Muslimbruderschaft hat auf Grundlage der Fakten rund um den syrischen Verlust der Golanhöhen während des Sechstagekrieges 1967 behauptet, dass Assad, der damals Verteidigungsminister und Befehlshaber der Luftwaffe war, die Golanhöhen nicht aufgrund der Inkompetenz und Feigheit der Streitkräfte verloren habe, sondern den Verlust im Voraus mit Israel koordiniert habe. Aus diesem Grund bezeichneten die Muslimbrüder Assad als Abū Righāl, womit sie auf den Mann im vorislamischen Arabien anspielten, der angeblich die Truppen des abessinischen Generals Abraha, der die Kaaba zerstören wollte, gegen eine Geldsumme nach Mekka führte.